# Alwin Mittasch
Paul Alwin Mittasch (født 27. december 1869 i Großdehsa, død 4. juni 1953 i Heidelberg, Tyskland) var en tysk kemiker og videnskabelig historiker, som var med til at udvikle Haber-Bosch-processen, der bruges til at fremstille ammoniak. Mittasch arbejde bestod bl.a. i systematisk at undersøge en lang række katalysatorer til omdannelsen, og fandt frem til jern(III)oxid, der stadig bruges. Som den eneste af de tre personer bag processen modtog Mittasch aldrig Nobelprisen i kemi, (hvilket Fritz Haber gjorde i 1918 og Carl Bosch i 1931).